# Casinaria bonaerensis
Casinaria bonaerensis là một loài tò vò trong họ Ichneumonidae.